# ۵۶۰ (خورشیدی)
۵۶۰ پانصد و شصتمین سال هجری خورشیدی است.